# Pyspread
Pyspread（パイスプレッド）は、非伝統的な表計算ソフトである。Pyspread中のセルのグリッドは、Pythonでの表現を許す。セルは、Pythonのオブジェクトを返し、これは、ベクトル、行列、分数、任意精度演算そしてシンボルを用いた計算ができる。それゆえ、PyspreadはSiag OfficeのSIAG表計算ソフトに似たアプローチに従う。
テキストの他に、Pyspreadは、ビットマップやベクターイメージをセル中に表示できる。これはmatplotlibチャートを作るためのグラフィカルなフロントエンドを提供する。Pyspreadは、CSVファイルとMicrosoft Excelのxlsファイルからのデータの読み込みと書き出しができる。表計算シートは、Portable Document Formatやスカラブル・ベクター・グラフィックス形式でも書き出しできる。
Pyspreadは、そのGNU Privacy Guardベースのセキュリティアプローチや、ローカルのファイルとセルコードからのウェブへのアクセスの能力で言及されることがある。
Pyspreadは、LinuxとMicrosoft Windowsで実行できる。また、Linuxディストリビューション向けのパッケージも用意されており、Arch Linux、Debian、Mageia、Slackware、Ubuntuなどで利用できる。Pyspreadは、Martin Mannsによって開発とメンテナンスが行われ、GNU GPLでライセンスされている。